# Sersheim
Sersheim – miejscowość i gmina w Niemczech, w kraju związkowym Badenia-Wirtembergia, w rejencji Stuttgart, w regionie Stuttgart, w powiecie Ludwigsburg, wchodzi w skład wspólnoty administracyjnej Vaihingen an der Enz. Leży nad rzeką Metter, ok. 15 km na północny zachód od Ludwigsburga, przy granicy Parku Natury Stromberg-Heuchelberg.